# Комаров, Василий Иванович (серийный убийца)
Васи́лий Ива́нович Комаро́в (при рождении — Васи́лий Тере́нтьевич Петро́в, 1877 (по другим данным 1878), Витебская губерния, Российская империя — 18 июня или 18 июля 1923) — первый известный советский серийный убийца, орудовавший в Москве в период 1921—1923 годов. Признался в убийствах 33 мужчин, однако был обвинён только в 29.

## Биография
Василий Петров родился в Витебской губернии в многодетной семье (всего 12 детей) железнодорожного рабочего. Вся его семья страдала алкоголизмом, особенно отец семейства регулярно избивавший жену и детей (позже он утонул по пьяни в канаве). Василий с 15 лет так же начал пить. Впоследствии один из братьев Петрова был также осуждён за убийство своего начальника в состоянии алкогольного опьянения и отправлен на каторгу, другой брат болел сифилисом. С ранних лет Петров работал с сохой, потом ушёл  к латышам, у которых колол дрова, в 18 лет устроился на железную дорогу по ремонту. В 1897—1901 годах служил в армии Российской империи 4 года по воинской повинности. В возрасте 28 лет женился. После этого работал кочегаром, позже был переведён помощником машиниста на водокачку.
Во время Русско-японской войны 1904—1905 годов Петров ездил на Дальний Восток, где заработал большую сумму денег, однако вскоре растратил их на путешествия. Тогда он с женой устроился работать к полковнику кучером (жена там же была кухаркой) однако позже ушёл от него из-за того что ему дали расчёт за разбитую бочку и попал дворником к еврейскому банкиру, вскоре после этого он наконец устроился на воинский склад, который вскоре обокрал на 2 ящика сушеных яблок, за что и попал в тюрьму, где по приговору суда провёл 1 год. Пока Петров отбывал наказание, его жена умерла от холеры. После освобождения Петров поселился в Риге, где женился во второй раз на польке-вдове Софье, у которой было двое детей. Так и не избавившийся от алкоголизма Петров часто бил жену и детей. Во время Первой мировой войны, когда немецкие войска вступили в Литву, Петров переехал в 1915 году в Поволжье.
После Октябрьской революции 1917 года Петров вступил в Красную Армию, обучился грамоте, принял участие в расстреле пленных белых офицеров, и возможно, карательных операциях против крестьян, дослужился до должности взводного командира. Во время боевых действий попал в плен к Добровольческой армии генерала Врангеля, но сумел сбежать. В плену, чтобы не попасть под суд Военно-Революционного Трибунала, Петров меняет своё имя и становится Василием Ивановичем Комаровым. После Гражданской войны в 1920 году Комаров переезжает в Москву и селится в доме № 26 по улице Шаболовка. Там же он стал работать извозчиком. Совершил ряд краж, украденное он сбывал на рынке.
Комаров начал убивать в 1921 году, когда Ленин объявил НЭП и разрешил тем самым частное предпринимательство. Первое убийство было совершено 13 марта 1921 года. А дальше подобные сообщения стали поступать с пугающей регулярностью. Комаров совершал все преступления по одному сценарию: знакомился с клиентом, желавшим купить тот или иной товар, приводил в свой дом, поил водкой, затем убивал ударами молотка, иногда душил, забирал деньги и ценности, а затем упаковывал тела в мешок и тщательно прятал. В 1921 году он совершил не менее 17 убийств, в последующие два года — ещё не менее 12 убийств, хотя сам он признался впоследствии в 33 убийствах. Тела были обнаружены в Москве-реке, в разрушенных домах, закопанными в землю. По словам Комарова, вся процедура занимала не более получаса. В 1922 году у Комарова родился сын. Зимой 1922 года жена Комарова узнала об убийствах, однако отнеслась к этому спокойно, более того, участвовала в последних убийствах.
Только что созданная в то время милиция начала расследование лишь после того, как в мае 1923 года был обнаружен труп одной из жертв Комарова. Милиционеры провели колоссальную работу и вычислили Комарова. Вечером 17 мая 1923 года они явились в его квартиру, однако серийный убийца выпрыгнул в окно и скрылся. 18 мая его задержали в районе села Никольское Московской области. Большинство тел жертв Василия Комарова были обнаружены лишь после его поимки. Комаров с особым цинизмом и удовольствием рассказывал об убийствах. Он уверял, что мотивом его злодеяний была корысть, что убивал он только спекулянтов. Во время указывания мест захоронений от Комарова с трудом оттесняли разъярённые толпы народа.
Маньяк не раскаивался в совершённых преступлениях, более того, говорил, что готов совершить ещё хоть 60 убийств. Судебно-психиатрическая экспертиза признала Комарова вменяемым, хотя и признала его алкогольным дегенератом и психопатом. Суд продлившийся с 6 по 9 июня 1923 года приговорил Василия Комарова и его жену Софью к высшей мере наказания — расстрелу. Как писал Никита Окунев в «Дневнике Москвича»: «Во время процесса у здания суда стояла несметная толпа московских баб, девиц и хулиганов, по целым суткам ожидавших под солнечным пеклом и под дождём удовольствия „взглянуть хоть глазком“ на этого страшного „героя дня“». 18 июня (по другим данным — июля) 1923 года приговор в отношении супругов привели в исполнение.

## В массовой культуре
- Преступлениям Василия Комарова посвящён очерк М. А. Булгакова «Комаровское дело».
- Также Комаров упоминается в романе И. Ильфа и Е. Петрова «Одноэтажная Америка».